# Body Worlds

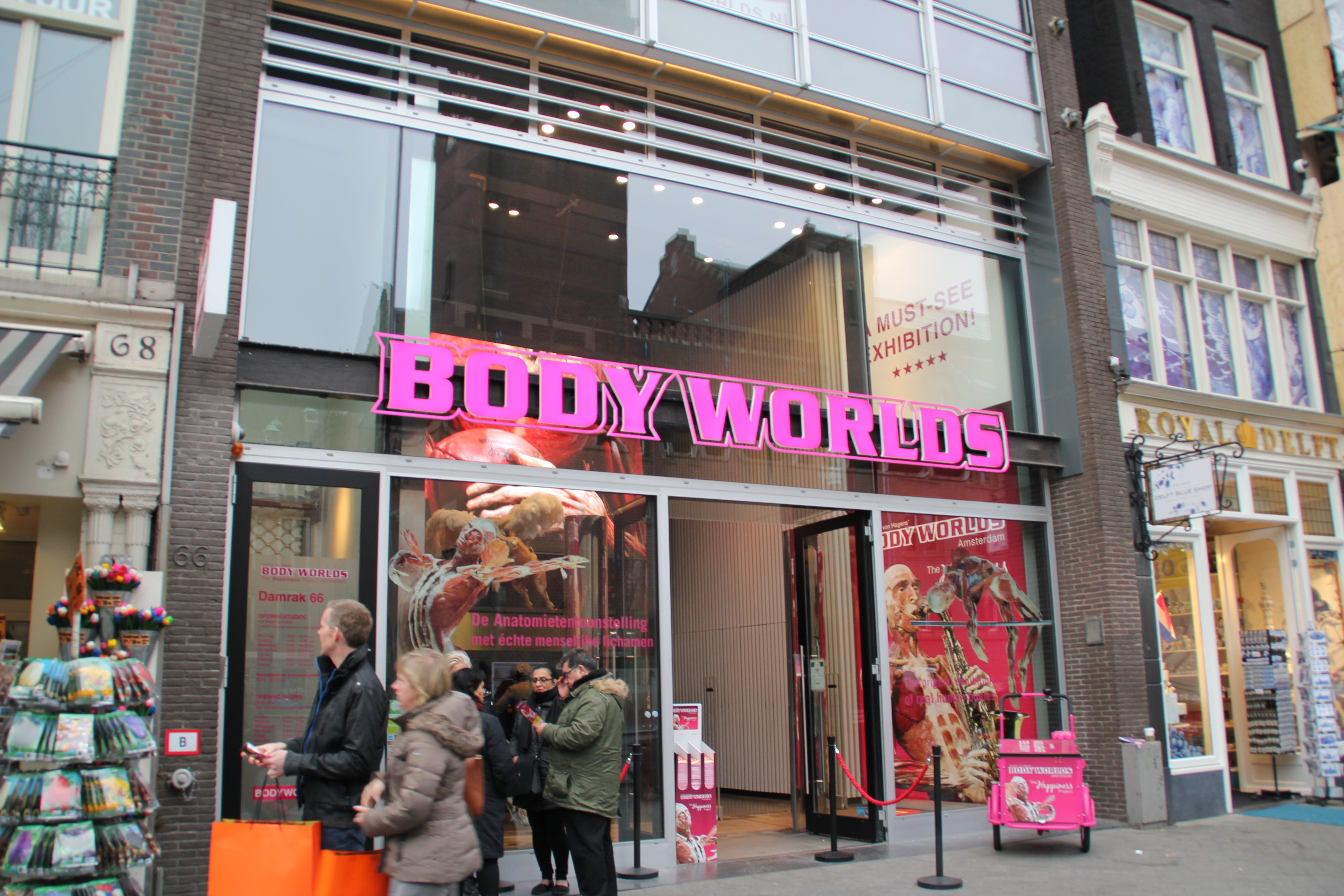
Body Worlds Amsterdã

Body Worlds (do alemão, Körperwelten, literalmente "Mundos dos corpos") é uma exposição itinerante que exibe corpos humanos ou partes corpóreas preservadas e preparadas com a técnica de plastinação para revelar o interior de estruturas anatômicas. A exposição tem como criador e promoter o anatomista alemão Gunther von Hagens, inventor da técnica nos anos 70 na Universidade de Heidelberg.   